# Robert Herbin
Robert Herbin (París, Francia, 30 de marzo de 1939 - Saint-Étienne, 27 de abril de 2020) fue un jugador y entrenador de fútbol francés que se desempeñaba como defensa. Fue internacional con la selección de fútbol de Francia, participando en 23 partidos y anotando 3 goles.
Falleció en el Centro Hospitalario de Saint-Etienne el 27 de abril de 2020, a los ochenta y dos años, a causa de una insuficiencia cardíaca y pulmonar no relacionada con la enfermedad COVID-19.

## Equipos

### Como jugador
| Equipo                         | País                | Años                | PJ  | Goles |
| ------------------------------ | ------------------- | ------------------- | --- | ----- |
| AS Saint-Étienne               | Francia             | 1957-1972           | 412 | 88    |
| AS Saint-Étienne               | Francia             | 1974-1975           | 1   | 1     |
| Selección de fútbol de Francia | Francia             | 1960–1968           | 23  | 3     |
| Total en su carrera            | Total en su carrera | Total en su carrera | 436 | 95    |

### Como entrenador
| Equipo            | País           | Años      |
| ----------------- | -------------- | --------- |
| AS Saint-Étienne  | Francia        | 1972-1983 |
| Olympique de Lyon | Francia        | 1983-1985 |
| Al-Nassr          | Arabia Saudita | 1985–1986 |
| RC Estrasburgo    | Francia        | 1986–1987 |
| AS Saint-Étienne  | Francia        | 1987–1990 |
| Red Star FC       | Francia        | 1991–1995 |

## Palmarés

### Como jugador
| Título          | Club             | Año  |
| --------------- | ---------------- | ---- |
| Copa de Francia | AS Saint-Étienne | 1962 |
| Ligue 1         | AS Saint-Étienne | 1963 |
| Ligue 1         | AS Saint-Étienne | 1964 |
| Ligue 1         | AS Saint-Étienne | 1967 |
| Ligue 1         | AS Saint-Étienne | 1968 |
| Copa de Francia | AS Saint-Étienne | 1968 |
| Ligue 1         | AS Saint-Étienne | 1969 |
| Ligue 1         | AS Saint-Étienne | 1970 |
| Copa de Francia | AS Saint-Étienne | 1970 |
| Ligue 1         | AS Saint-Étienne | 1975 |
| Copa de Francia | AS Saint-Étienne | 1975 |

### Como entrenador
| Título          | Club             | Año  |
| --------------- | ---------------- | ---- |
| Copa de Francia | AS Saint-Étienne | 1974 |
| Ligue 1         | AS Saint-Étienne | 1974 |
| Ligue 1         | AS Saint-Étienne | 1975 |
| Copa de Francia | AS Saint-Étienne | 1975 |
| Copa de Francia | AS Saint-Étienne | 1976 |
| Ligue 1         | AS Saint-Étienne | 1977 |
| Copa de Francia | AS Saint-Étienne | 1981 |